# Dacnusa radialis
Dacnusa radialis är en stekelart som först beskrevs av Vladimir Ivanovich Tobias 1966.  Dacnusa radialis ingår i släktet Dacnusa och familjen bracksteklar. Inga underarter finns listade i Catalogue of Life.